# 平滑両生類
平滑両生類（へいかつりょうせいるい、Lissamphibia）は現生の両生類の全種を含むグループである。現生は無尾目（カエルなど）、有尾目（サンショウウオ、イモリなど）、無足目（アシナシイモリなど）の3群。4群目のAllocaudataはそこそこ繁栄し、ジュラ紀中期～前期更新世にかけて1億6000万年生存したが、200万年前に絶滅した。
何十年もの間、このグループは現生の両生類をすべて含み、古生代の分椎類、空椎類、Embolomeri類、Seymouriamorpha類を除くグループとして扱われてきた。現生の両生類（カエル、サンショウウオ、アシナシイモリ）の初期のグループは全て近縁であったと結論づけてきた研究者もいる。
ペルム紀前期のdissorophoid類であるGerobatrachus hottoniが平滑両生類であったとする研究者もいる。もしそうでない場合、最も古い平滑両生類はジュラ紀前期のTriadobatrachusとCzatkobatrachusである。

## 特徴

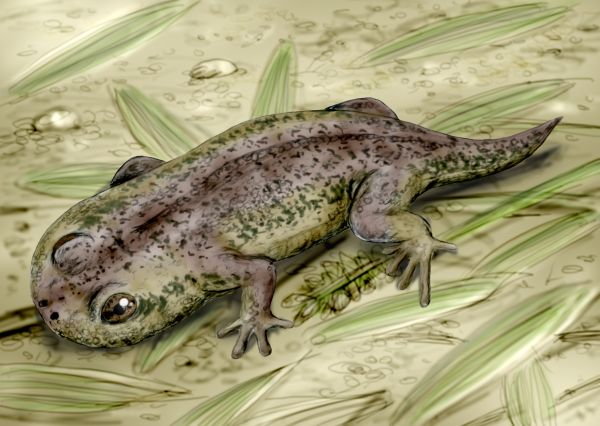
カエルやサンショウウオの祖先と考えられているの復元図

全てではないが、平滑両生類は共通して以下の特徴をもつ。これらのうちいくつかは、軟組織にあるため、化石には残らない。しかし骨格の特徴はいくつかのタイプの古生代の両生類で見られる。
- 二重または一対の後頭顆
- 2種類の皮膚腺 (粘液腺と顆粒状)
- 生殖腺に関連する脂肪体
- 内耳の二重チャネル感覚乳頭
- 緑色の桿体（特別なタイプの視覚細胞、アシナシイモリでは知られていない）
- 肋骨は体を取り囲んでいない。無尾類には肋骨がない。
- 眼球挙上能力（眼球挙筋による）
- 強制ポンプ呼吸機構、迷歯類にも見られる原始的な呼吸システム[8]
- Cylindrical centra (椎骨の本体。Cylindrical centraは、初期の四肢動物のいくつかのグループにも見られる)
- 茎状の歯 (歯冠は繊維組織の領域によって歯根から分離されている。一部の Dissorophoidea にも見られる。一部の化石サンショウウオの歯は有茎状ではない。)
- 二尖歯（歯ごとに2つの尖がある。若年性の不等症にも見られる。）
- 弁蓋（頭蓋骨の小さな骨で、弁蓋筋によって肩甲帯につながっている。おそらく聴覚とバランスに関与している。アシナシイモリや一部のサンショウウオには見られず、ほとんどの無尾類ではコルメラ（耳の骨）に融合している）
- 後頭骨の喪失（細竜類とDissorophoideaでも）
- 小さく、広く分離した翼状骨 (分椎類とネクトリド目にも見られる)
- 副蝶形骨が広く形成される（細竜類 (Rhynchonkos) とリソロフィス目にも見られる）

## 他の分類群との関係と平滑両生類の定義
平滑両生類の括る特徴はエルンスト・ヘッケルによって最初に記述された（ただしヘッケルはアシナシイモリを平滑両生類から除いた）。しかしながら、ヘッケルはアシナシイモリは「Lissamphibia」（＝現在分類のBatrachia：カエルとサンサンショウウオが含まれる）に近縁と考えた。20世紀初頭前期、両生類の進化生物学的起源が（すなわち四肢動物一般の進化生物学的起源）に脚光が当てられた。20世紀後期には、Elpistostegalia魚類と初期の両生類の間の進化的遷移を詳細に辿ることができる化石の証拠が多く見つかった。このことから、ほとんどの爬虫両棲類学者と古生物学者は、両生類が別々の魚類から2度進化したという説を棄却した。そこで次なる課題として出てきたのが、平滑両生類が単系統群かどうかである。不運にも、様々な平滑両生類のグループの起源と、互いの進化的関係性、そして初期の四肢動物との関係性は、議論が続いている。平滑両生類の重要な共有特徴が古生代の平滑両生類ではない両生類のいくつかにも見られることから、今日の古生物学者の中には、平滑両生類が自然分類群（クレード）ではないと考える人もいる。
現在のところ、平滑両生類の起源については、以下の2つの主流な説がある。
- 分椎類に内包される単系統群[13]
- 空椎類に内包される単系統群[4]

平滑両生類の祖先に関する仮説の1つは、初期の四肢動物から幼体形態と小型化によって進化したというものである。
複数遺伝子座データによる現生両生類の分子分析からは、アシナシイモリ類につながる系統がカエル・サンショウウオにつながる系統から分岐したのが石炭紀後期、カエルとサンショウウオのグループの分岐がペルム紀前期であったと算出された。